# Глупчице
Глупчице (пољ. Głubczyce) град је у Пољској у Војводству опољском. По подацима из 2012. године број становника у месту је био 13 052.
.

## Становништво
| 2012.  |
| ------ |
| 13 052 |

## Партнерски градови
- Крнов
- Мјесто Албрехтице
- Рокенхаузен
- Русин
- Saint-Rémy-sur-Avre
- Zbarazh